# شاموني سميك الجلد
شاموني سميك الجلد (الاسم العلمي:Chamonixia pachydermis) هو نوع من الفطريات يتبع جنس الشاموني من الفصيلة البوليطية.